# Volovăț
Volovăț es una comuna ubicada en el distrito de Suceava, Rumania.

## Superficie
Posee una superficie de 22,30 kilómetros cuadrados.

## Demografía
Hasta 2021 la población era de 6106 habitantes, con una densidad de población de 273,8 habitantes por kilómetro cuadrado.